# Lista de episódios de BECK: Mongolian Chop Squad
Esta é uma lista de episódios do animê japonês Beck.

## Episódios
| #  | Título em Português       |
| -- | ------------------------- |
| 1  | "A Vida aos 14 Anos"      |
| 2  | "Casa de Show"            |
| 3  | "Lua Sobre a Água"        |
| 4  | "Detilhe o Violão"        |
| 5  | "Beck"                    |
| 6  | "Hyodo e o Jaguar"        |
| 7  | "Lucille"                 |
| 8  | "Anúncio na Escola"       |
| 9  | "Noite Antes do Show"     |
| 10 | "Face"                    |
| 11 | "Férias de Verão"         |
| 12 | "Show Secreto"            |
| 13 | "Ciel Bleu"               |
| 14 | "Sonho"                   |
| 15 | "De Volta à Escola"       |
| 16 | "Indies"                  |
| 17 | "Três Dias"               |
| 18 | "Leon Sykes"              |
| 19 | "Blues"                   |
| 20 | "Som de Agradecimento"    |
| 21 | "Compor Música"           |
| 22 | "Noite Antes do Festival" |
| 23 | "Festival"                |
| 24 | "Terceiro Palco"          |
| 25 | "Escapar"                 |
| 26 | "América"                 |